# 9 Windows
9 Windows es una película de terror y crimen de 2024 escrita y dirigida por Lou Simon. Es una versión moderna de la película de suspenso y misterio de Alfred Hitchcock de 1954 La ventana indiscreta. Está protagonizada por William Forsythe, Diana Garle, Jason Hignite, Christopher Millan y Michael Paré.

## Reparto
- William Forsythe como el detective Tim Boyle [3]
- Diana Garle como Liza
- Jason Hignite como la figura masculina
- Christopher Millan como Jeff Barrios
- Michael Paré como el agente Larry Thurgood [4]
- Denise Gossett como Holly
- Anton Simone como Fred
- Jovan Hayes como la señorita Lonely
- Dana Anderwald como Tamsim
- Rosemary Gilmore como la víctima número 2
- Sean Orenstein como la víctima número 1
- Dwight Stewart II como la víctima número 3
- Melissa Kunnap como la esposa de un terapeuta sexual
- Chris Levine como el chef sin camisa
- Megan Rosen como la señorita Body
- Brian Ashton Smith como el marido de un terapeuta sexual
- Julie Snyder como la presentadora de noticias

## Estreno
Gravitas Ventures adquirió los derechos de distribución de la película en Norteamérica.
La película se estrenó el 15 de octubre de 2024 en formato digital y VOD por cable y tiene un estreno limitado el 14 de noviembre de 2024.